# Associazione Calcio Verona 1956-1957
Questa vice raccoglie le informazioni riguardanti l'Associazione Calcio Verona nelle competizioni ufficiali della stagione 1956-1957.

## Stagione
Nella stagione 1956-1957 il Verona disputò il suo ventiquattresimo campionato di Serie B: vincendo il campionato, ottenne per la prima volta nella sua storia la promozione in Serie A.

## Divise
| Casa |

## Organigramma societario
Area direttiva
- Presidente: Giorgio Mondadori

Area tecnica
- Allenatore: Angelo Piccioli

## Rosa
| N. |                   | Ruolo | Calciatore          |
| -- | ----------------- | ----- | ------------------- |
|    | Italia (bandiera) | P     | Italo Ghizzardi     |
|    | Italia (bandiera) | P     | Lorenzo Piccoli     |
|    | Italia (bandiera) | D     | Auro Enzo Basiliani |
|    | Italia (bandiera) | D     | Sante Begalli       |
|    | Italia (bandiera) | D     | Narciso Donzelli    |
|    | Italia (bandiera) | C     | Giuseppe Cardano    |
|    | Italia (bandiera) | C     | Giacomo Conio       |
|    | Italia (bandiera) | C     | Franco Frasi        |
|    | Italia (bandiera) | C     | Enrico Larini       |

| N. |                   | Ruolo | Calciatore              |
| -- | ----------------- | ----- | ----------------------- |
|    | Italia (bandiera) | C     | Gianluigi Stefanini (I) |
|    | Italia (bandiera) | A     | Franco Bassetti         |
|    | Italia (bandiera) | A     | Gino Bertucco           |
|    | Italia (bandiera) | A     | Attilio Galassini       |
|    | Italia (bandiera) | A     | Vittorio Ghiandi        |
|    | Italia (bandiera) | A     | Cesare Maccacaro        |
|    | Italia (bandiera) | A     | Luigi Poli              |
|    | Italia (bandiera) | A     | Franco Stefanini (II)   |

## Risultati

### Serie B

#### Girone di andata
| Arbitro: | Canepa (Genova) |

|  |           |                                |
|  | Marcatori | 38’ Bassetti 64’ (rig.) Larini |

| Arbitro: | Griggi (Brescia) |

|                                              |           |  |
| Bassetti 8’ Maccacaro 54’, 83’ Galassini 70’ | Marcatori |  |

| Arbitro: | Grignani (Milano) |

|                                                  |           |  |
| Galassini 65’ Bassetti 68’, 79’ Stefanini II 84’ | Marcatori |  |

| Novara 7 ottobre 1956 | Novara          | 0 – 0 | Verona | Stadio Comunale\| Arbitro: \| Perego (Milano) \| |
| Arbitro:              | Perego (Milano) |       |        |                                                  |

| Verona 14 ottobre 1956 | Verona          | 0 – 0 | Simmenthal Monza | Stadio Marcantonio Bentegodi\| Arbitro: \| Corallo (Lecce) \| |
| Arbitro:               | Corallo (Lecce) |       |                  |                                                               |

| Arbitro: | Guarnaschelli (Pavia) |

|  |           |                          |
|  | Marcatori | 2’ Ghiandi 43’ Maccacaro |

| Arbitro: | Caputo (Napoli) |

|             |           |  |
| Ghiandi 49’ | Marcatori |  |

| Arbitro: | Piemonte (Monfalcone) |

|                             |           |               |
| Vitali 1’, 78’ Morbello 52’ | Marcatori | 42’ Maccacaro |

| Arbitro: | Grignani (Milano) |

|                              |           |  |
| Ghiandi 8’ Larini 33’ (rig.) | Marcatori |  |

| Messina 2 dicembre 1956 | Messina         | 0 – 0 | Verona | Stadio Giovanni Celeste\| Arbitro: \| Corallo (Lecce) \| |
| Arbitro:                | Corallo (Lecce) |       |        |                                                          |

| Arbitro: | Guarnaschelli (Pavia) |

|           |           |          |
| Grani 79’ | Marcatori | 50’ Poli |

| Arbitro: | Perego (Milano) |

|               |           |               |
| Galassini 81’ | Marcatori | 78’ Marchetto |

| Arbitro: | Corallo (Lecce) |

|              |           |  |
| Bassetti 55’ | Marcatori |  |

| Arbitro: | Lo Bello (Siracusa) |

|  |           |                   |
|  | Marcatori | 59’ (rig.) Larini |

| Arbitro: | Famulari (Messina) |

|                  |           |              |
| Bocchio 39’, 65’ | Marcatori | 72’ Bertucco |

| Arbitro: | Annoscia (Bari) |

|                              |           |             |
| Stefanini I 33’ Bassetti 64’ | Marcatori | 81’ Bozzato |

| Arbitro: | Corallo (Lecce) |

|                                          |           |                              |
| Bellini 22’, 62’ Baldini 29’ Marsili 70’ | Marcatori | 6’, 61’ Ghiandi 50’ Bertucco |

#### Girone di ritorno
| Arbitro: | Baldassarre (Udine) |

|             |           |  |
| Ghiandi 24’ | Marcatori |  |

| Taranto 10 febbraio 1957 | Taranto         | 0 – 0 | Verona | Stadio Valentino Mazzola\| Arbitro: \| Moriconi (Roma) \| |
| Arbitro:                 | Moriconi (Roma) |       |        |                                                           |

| Arbitro: | Boati (Milano) |

|                           |           |             |
| Baccalini 40’ Mazzoni 67’ | Marcatori | 63’ Ghiandi |

| Arbitro: | Fornari (Bologna) |

|                                            |           |             |
| Ghiandi 56’ Frasi 73’ (rig.) Galassini 80’ | Marcatori | 18’ Biagini |

| Arbitro: | Marchese (Napoli) |

|                           |           |  |
| Borghi 38’ Pistorello 53’ | Marcatori |  |

| Arbitro: | Mori (Cremona) |

|                  |           |                     |
| Rossi 41’ (aut.) | Marcatori | 61’ (rig.) Guidazzi |

| Arbitro: | Canepa (Genova) |

|            |           |                          |
| Danova 74’ | Marcatori | 34’ Ghiandi 43’ Bassetti |

| Arbitro: | Steiner (Vienna) |

|              |           |  |
| Basiliani 6’ | Marcatori |  |

| Arbitro: | Jonni (Macerata) |

|               |           |             |
| Scarascia 25’ | Marcatori | 39’ Ghiandi |

| Arbitro: | Boati (Milano) |

|                   |           |  |
| Maccacaro 2’, 23’ | Marcatori |  |

| Arbitro: | Bernardi (Bologna) |

|                                                  |           |                         |
| Basiliani 23’ (rig.), 53’ (rig.) Stefanini I 64’ | Marcatori | 69’ (rig.), 87’ Bicicli |

| Arbitro: | Ferrari (Milano) |

|                       |           |  |
| Mosca 50’ Rovatti 75’ | Marcatori |  |

| Arbitro: | Grignani (Milano) |

|                                 |           |                     |
| Mezzalira 8’, 25’ Cavazzuti 55’ | Marcatori | 9’ (rig.) Basiliani |

| Arbitro: | Mayer (Vienna) |

|               |           |  |
| Galassini 87’ | Marcatori |  |

| Arbitro: | Marangio (Roma) |

|                            |           |             |
| Maccacaro 26’ Bassetti 33’ | Marcatori | 85’ Bocchio |

| Venezia 9 giugno 1957 | Venezia         | 0 – 0 | Verona | Stadio Pierluigi Penzo\| Arbitro: \| Pieri (Trieste) \| |
| Arbitro:              | Pieri (Trieste) |       |        |                                                         |

| Arbitro: | Corallo (Lecce) |

|              |           |             |
| Bassetti 62’ | Marcatori | 39’ Baldini |

## Statistiche

### Statistiche di squadra
| Competizione | Punti | In casa | In casa | In casa | In casa | In casa | In casa | In trasferta | In trasferta | In trasferta | In trasferta | In trasferta | In trasferta | Totale | Totale | Totale | Totale | Totale | Totale | DR |     |
| Competizione | Punti | G       | V       | N       | P       | Gf      | Gs      | G            | V            | N            | P            | Gf           | Gs           | G      | V      | N      | P      | Gf     | Gs     | DR |     |
| ------------ | ----- | ------- | ------- | ------- | ------- | ------- | ------- | ------------ | ------------ | ------------ | ------------ | ------------ | ------------ | ------ | ------ | ------ | ------ | ------ | ------ | -- | --- |
| Serie B      | -     | 44      | 17      | 13      | 4       | 0       | 30      | 8            | 17           | 4            | 6            | 7            | 16           | 21     | 34     | 17     | 10     | 7      | 46     | 29 | +17 |

### Statistiche dei giocatori[2]
| Giocatore         | Serie B  | Serie B |
| Giocatore         | Presenze | Reti    |
| ----------------- | -------- | ------- |
| A.E. Basiliani    | 12       | 4       |
| F. Bassetti       | 29       | 9       |
| S. Begalli        | 34       | 0       |
| G. Bertucco       | 30       | 2       |
| G. Cardano        | 34       | 0       |
| G. Conio          | 7        | 0       |
| N. Donzelli       | 14       | 0       |
| F. Frasi          | 34       | 1       |
| A. Galassini      | 30       | 5       |
| V. Ghiandi        | 30       | 10      |
| I. Ghizzardi      | 34       | -29     |
| E. Larini         | 23       | 3       |
| C. Maccacaro      | 29       | 7       |
| L. Poli           | 3        | 1       |
| G. Stefanini (I)  | 23       | 2       |
| F. Stefanini (II) | 8        | 1       |